# コシオレガニ
コシオレガニ（学名: Pleuroncodes planipes）は、英語を転写したレッドクラブ（Red crab）、ツナクラブ（Tuna crab）等の名称でも知られる、太平洋東部に生息するチュウコシオリエビ科の一種。日本ではタダタダタダヨウガニの愛称でも知られる。

## 外見
体色は明るい赤で、体長13センチメートルまで達する。エビに似ているが、腹部がエビよりも短いものとなっている。

## 歴史
1860年、ウィリアム・スティンプソンによって初めて記載された。スティンプソンの記録では、Pleuroncodes属に属する唯一の別種であるアカコシオリエビ（Pleuroncodes monodon）と極めて近いとされている。

## 分布
本種はメキシコ西の大陸棚に生息するが、これはコシオリエビ上科が浅い水域に生息する中では例外的である。通常は、サンディエゴ南西方面でのみ見つかるが、温暖な年にはその生息範囲がカリフォルニアまで北方へ伸びる。この現象は、たいていはエルニーニョ・南方振動を示すものである。ときおり大群が浜に打ち寄せられるが、これは繁殖を目的とした群行動の結果として発生している可能性がある。分布の南限はチリに達する。

## 生活環
コシオレガニの生活環は長い間謎であった。成体はアメリカ合衆国の南西に留まるが、プランクトンである幼生はカリフォルニア海流によって孵化直後に外洋へ押し流される。押し流された幼生は沿岸へ向かう潜流を利用して戻ってくるとの仮説が存在し、この仮説はプランクトン採集器によって深度毎に採取されたサンプルによって裏付けられている。

## 食物連鎖
通常、原生生物や動物性プランクトンを餌とするが、濾過摂食により珪藻のブルーム（赤潮など）を食べる場合もある。カリフォルニア海流に豊富に存在するマイクロネクトンのほとんどの種と同様に、基礎生産をより大型の生物が利用できるエネルギーへと転換する重要な生態的地位を占めている。そのため、コシオレガニは、鳥、海獣、魚にとって重要な食料となっている。ツナが好むため、英語名の一つに「ツナクラブ」が存在している。ツナ以外では、カジキ、ヒラマサ、サメと、スポッテッドグルーパー（Epinephelus analogus）が知られている。コククジラ、ニタリクジラ、シロナガスクジラ、ラッコの食料にコシオレガニが含まれている。メキシコの固有種のコウモリであるウオクイホオヒゲコウモリは、年に数回コシオレガニを捕食する。バハ・カリフォルニア沖では、幾分かのアカウミガメの胃の中からはコシオレガニしか見つからない場合がある。浜に打ち寄せられた大量のコシオレガニは、食料が減少することの多いエルニーニョが発生した年には、セグロカモメなどの海鳥にとって貴重な食料として加わえられるものとなる。